# Groenstuitvliegenvanger
De groenstuitvliegenvanger (Eopsaltria australis) is een zangvogel uit de familie Petroicidae (Australische vliegenvangers).

## Verspreiding en leefgebied
Deze vogel is endemisch in Australië en telt twee ondersoorten:
- E. a. chrysorrhos - komt voor in Oost-Australië (Queensland tot New South Wales).
- E. a. australis - komt voor in Zuidoost-Australië (New South Wales tot Victoria).

## Status
De grootte van de populatie is niet gekwantificeerd maar de soort wordt omschreven als algemeen. Op de Rode lijst van de IUCN heeft deze soort de status niet bedreigd.